# Avimaia
Avimaia este un gen de păsări fosile din clada Enantiornithes care a trăit în urmă cu 115 milioane de ani în nord-vestul Chinei. Singura specie cunoscută este A. schweitzerae. Fosila holotipică a păsării a fost descoperită în formația Xiagou și este considerată prima pasăre fosilă găsită cu un ou încă neouat. S-au găsit anomalii care sugerează că oul s-a înțepenit în corpul păsării cauzând moartea acesteia. Blocarea oului este o stare gravă și letală care este destul de comună la păsările mici care suferă de stres.
Potrivit paleontologului Jasmina Wiemann de la Universitatea Yale, "Aceasta este o fosilă spectaculoasă cu mult potențial pentru viitoarele investigații paleobiologice". Mai mult, "Acest nou specimen este, probabil, una dintre cele mai interesante păsări fosile cretacice descoperite până acum, oferind mai multe informații despre reproducere decât orice altă pasăre fosilă mezozoică", potrivit unui cercetător paleontolog al Academiei Chineze de Științe.